# Ischnopopillia angusta
Ischnopopillia angusta är en skalbaggsart som beskrevs av Lin 1992. Ischnopopillia angusta ingår i släktet Ischnopopillia och familjen Rutelidae. Inga underarter finns listade i Catalogue of Life.